# Степь (фильм)
«Степь» — кинофильм советского режиссёра Сергея Бондарчука, снятый в Хомутовской степи по мотивам одноимённой повести А. П. Чехова.

## В ролях
- Олег Кузнецов — Егорушка
- Владимир Седов — Иван Иванович Кузмичёв
- Николай Трофимов — отец Христофор Сирийский
- Сергей Бондарчук — Емельян
- Иван Лапиков — Пантелей Захарович Холодов, странник
- Георгий Бурков — Вася
- Станислав Любшин — Константин Звонык
- Иннокентий Смоктуновский — Мойсей Мойсеевич
- Анатолий Васильев — Николай Дымов
- Валерий Захарьев — Стёпка
- Игорь Кваша — Соломон Моисеевич
- Лилиан Малкина — Роза
- Виктор Мамаев — Дениска
- Ирина Скобцева — графиня Драницкая
- Елена Савченко — Настасья Петровна Тоскунова
- Наталья Андрейченко — девка на снопах
- Михаил Глузский — Семён Александрович Варламов
- Михаил Кокшенов — Кирюха
- Василий Ливанов — Казимир
- Евгений Гуров — чабан

## Работа над фильмом
По свидетельству жены режиссёра, С. Ф. Бондарчук, влюблённый в повесть «Степь», в течение многих лет мечтал о её постановке и не прекращал работу над сценарием с начала 1960-х гг. Экранизация постоянно откладывалась из-за занятости режиссёра такими эпическими постановками, как «Война и мир» и «Они сражались за Родину».
Как и в повести, история поездки маленького Егорушки из родительского дома в уездном городе N. Z-ой губернии куда-то для поступления в гимназию подана глазами главного героя — ребёнка. Визуальный ряд картины решён эпически. При работе над образом Егорушки режиссёр обратился к воспоминаниям о собственном детстве.

## Реакция на фильм

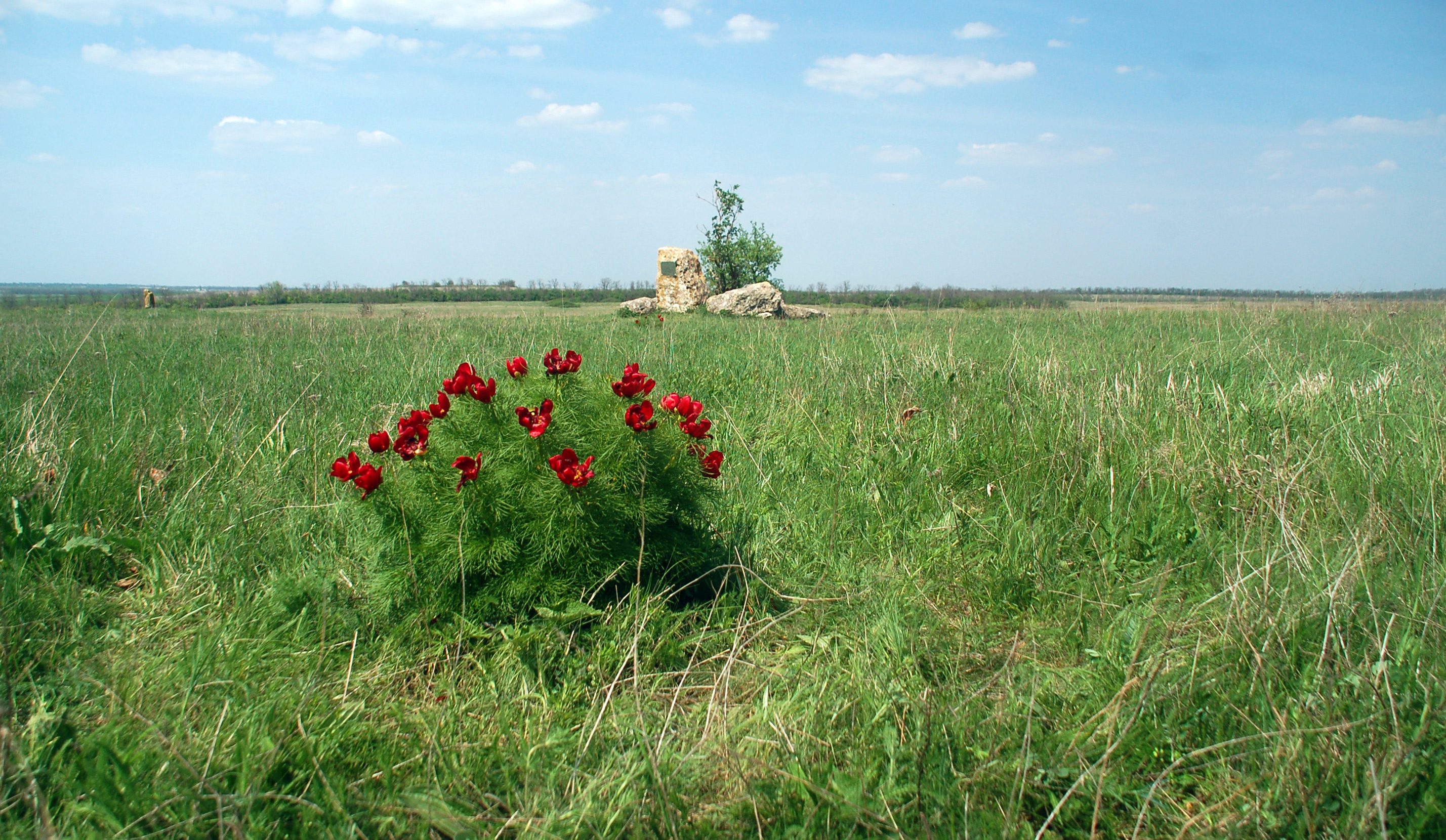
Хомутовская степь. Памятная стела на месте съёмок фильма «Степь»

Большого успеха в прокате фильм не имел. Мирон Черненко в книге «Красная звезда, жёлтая звезда. (Кинематографическая история еврейства в России) 1919—1999 г.г.» ставит в вину создателям фильма «отталкивающий образ еврея», который, по мнению автора, отдаёт антисемитизмом. Высоко оценил фильм режиссёр Сергей Юткевич:

Произошло нечто чудесное. Всё, что мы увидели на экране, удивительно чеховское, удивительно точное и в то же время совершенно не иллюстративное следование Чехову строка за строкой. Это пример того, что, оказывается, когда сегодняшний кинематограф берётся за такого рода сложные вещи и когда художника это волнует чрезвычайно глубоко, можно сделать на экране произведение, совершенно равноценное литературному произведению. Это редкий случай… Это восхищает и удивляет.

## Технические данные
Фильм цветной.

Вышел в прокат в широкоформатном и широкоэкранном вариантах.

Снят на негативе 35 мм по системе «Универсальный формат кадра».

Длина плёнки: 3666 метров.

Хронометраж: 134 минуты.